# Frederik Hammerich

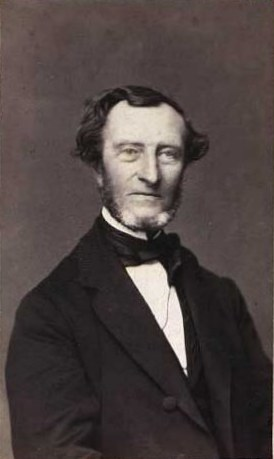
Frederik Hammerich

Peter Frederik Adolf Hammerich, född den 9 augusti 1809 i Köpenhamn, död den 9 februari 1877, var en dansk historiker, far till Asger Hamerik och Angul Hammerich, samt bror till Martin Johannes Hammerich. 
Hammerich blev 1830 teologie kandidat, tog magistergraden 1834 och var 1839–1843 präst i trakten av Kolding samt 1845–1858 i Köpenhamn, under det han dock krigsåren 1848–1850 tjänstgjorde vid hären som fältpräst.
1859 utnämndes han till professor i kyrkohistoria vid universitetet. Som teolog hyllade han den grundtvigska riktningen, var 1849 en av stiftarna av Selskabet for Danmarks kirkehistorie och 1857–1871 verksam för de skandinaviska kyrkliga mötena.

## Psalmer
Frederik Hammerich blev 1851 ordförande i Roskilde prästkonvents psalmkommitté och hade väsentlig andel i att så många av Grundtvigs psalmer upptogs i den (1855) av kyrkan auktoriserade kyrkopsalmboken. Han var också själv psalmdiktare och diktade bland annat Toner og billeder fra Christi kirke (1842).
- Min Gud befaler jeg min vej
- Jeg løfter mine øjne op
- Du, Herre Krist
- Nu kom der bud fra englekor
- De hellig tre konger så hjertensglad
- Om salighed og glæde
- Zions vægter hæver røsten
- Kom, Helligånd, Gud Herre from
- O Jesus, præst i evighed
- Til dig alene, Herre Krist
- O Jesus, morgenstjerne
- Når tid og time er for hånd
- Eja, min sjæl ret inderlig
- Min største hjertens glæde
- Nu velan, vær frisk til mode
- Nu hviler mark og enge